# Hannah Cowley
Hannah Cowley (Tiverton, Reino Unido, 14 de marzo de 1743 - 11 de marzo de 1809) fue una dramaturga y poetisa inglesa. Aunque las obras de Cowley no gozaron de gran popularidad después del siglo XIX, la crítica Melinda Finberg se refiere a ella como "una de las principales escritoras de teatro de finales del siglo XVIII, cuya habilidad para escribir diálogos fluidos y brillantes y para crear personajes cómicos ágiles y memorables se compara favorablemente con sus contemporáneos más conocidos, Goldsmith y Sheridan". Las obras de teatro creadas por Cowley fueron producidas con frecuencia durante su vida. Los principales temas de sus obras -incluyendo su primera, The Runaway (1776) y su mayor éxito, The Belle's Stratagem (1780)- giran en torno al matrimonio y a cómo las mujeres se esfuerzan por superar las injusticias impuestas por la vida familiar y las costumbres sociales.
Su última obra, The Town Before You, fue producida en 1795. En 1801, Cowley se retiró a Tiverton, Devon, donde pasó el resto de sus años alejada de la vida pública. Murió a causa de una insuficiencia hepática en 1809.

## Obras notables
- The Runaway (1776)
- Who's the Dupe? (1779)
- Albina (1779)
- The Belle's Stratagem (1780)
- A Bold Stroke for a Husband (1783)